# آموزش کبیر
دانش برین (که در فارسی با نام‌های آموزش بزرگ یا علم اکبر نیز شناخته می‌شود) (چینی ساده شده: 大学؛ چینی سنتی: 大學)؛ یکی از چهار کتابِ اصلی آئین کنفوسیوس است. در زمانِ دودمان سونگ، زو شی، دانشمند پیرو آیین کنفسیوس، کتاب‌های چهارگانه را به عنوان مبنای شناخت آیین کنفوسیوس برگزید که دانش برین یکی از آن‌ها بود.
نامِ دانش برین از یکی از فصل‌های کتاب شرایع یا لی چی گرفته شده‌است. این کتاب دربردارنده متن کوتاهی ست که توسط خود کنفسیوس نوشته شده و در ادامه آن ده بخش در تفسیر کلام کنفسیوس آورده شده که عمدتاً این تفسیر را به زنگ زی، شاگرد کنفسیوس، نسبت می دهند.
تحلیل ادبی این متن نشان می دهد که متن مدت کوتاهی پس از مرگ کنفسیوس و احتمالاً در دوران دودمان سونگ نوشته شده‌است.

## متن کتاب

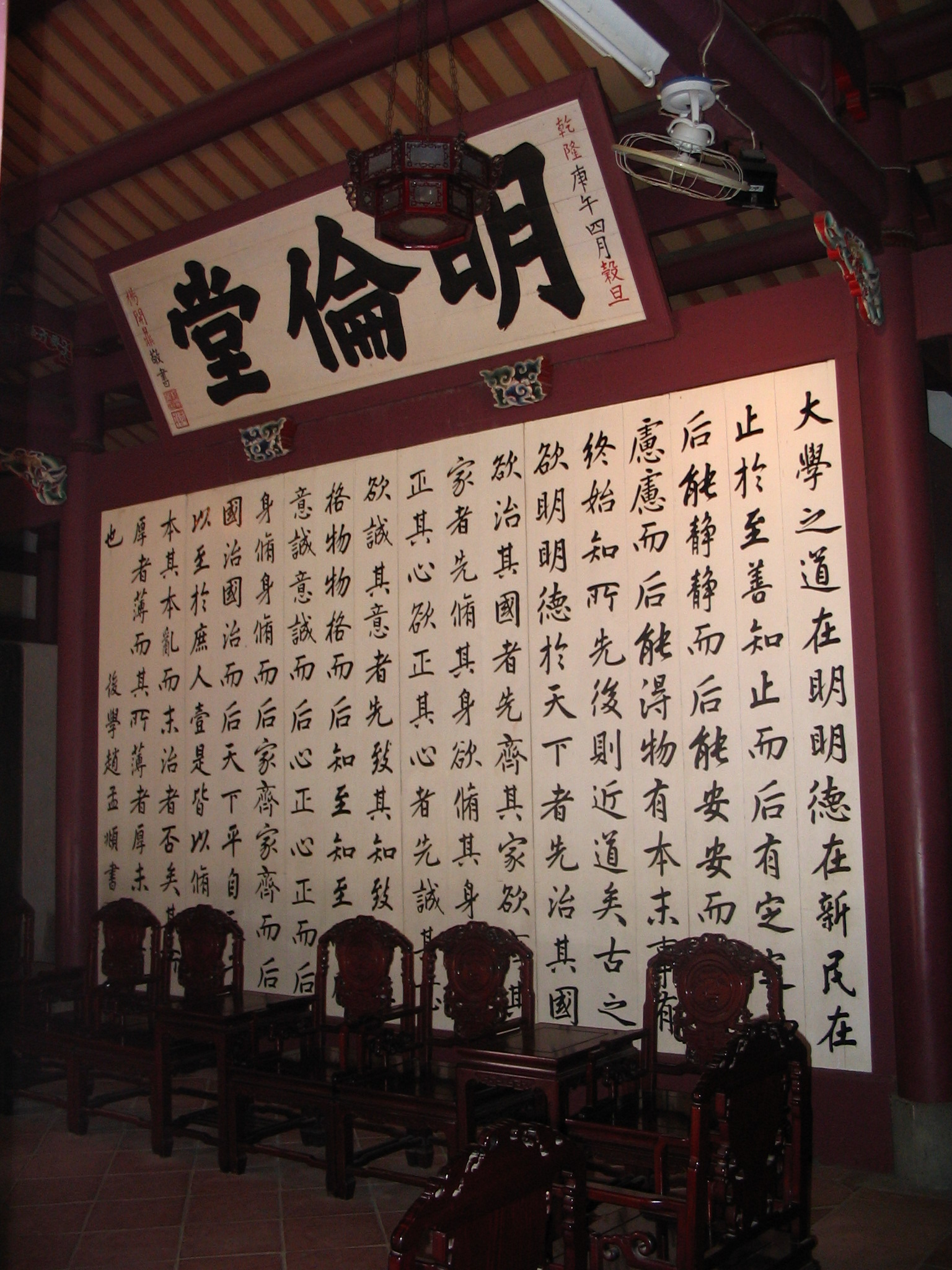
خوشنویسی متن مقدمه کتاب دانش برین که خطاط چینی چاو منگفو در معبد کنفسیوسی تاینان در تایوان نوشته است.

همه چیزها ریشه و شاخه‌هایی دارند؛ همه چیزها آغازی و پایانی دارند. دانش برتر آن است که بدانی چه چیزی آغاز و چه چیزی پایان است. دانش برتر رسیدن به خیر برین است.
大學之道在明明德，在親民，在止於至善
 
شهریاران قدیم می خواستند آرامش و خوشبختی را در جهان فرمانفرما سازند؛ پس نخست، کشور خودشان را به درستی اداره می‌کردند.
古之欲明明德於天下者，先治其國
برای این که کشورشان را به درستی اداره کنند، نخست به خانواده هایشان نظم می بخشیدند.
欲治其國者，先齊其家
برای این که به خانواده هایشان نظم بخشند، نخست خودشان را ترقی می دادند.
欲齊其家者，先修其身
برای این که خودشان را ترقی دهند، نخست قلب هایشان را آرام می‌کردند.
欲修其身者，先正其心
برای این که قلبشان آرامش بگیرد، نخست افکارشان را خالص و پاک می‌کردند.
欲正其心者，先誠其意
برای این که افکارشان پاک شود، نخست به دانش خویش می افزودند.
欲誠其意者，先致其知
برای این که دانش شان را افزایش دهند، در ماهیت اشیا تحقیق می‌کردند.
致知在格物
 
وقتی در ماهیت اشیا تحقیق می‌کردند، دانش آن‌ها کامل می شد.
物格而後知至
وقتی دانش آن‌ها کامل شد، افکارشان پاک می گردید.
知至而後意誠
وقتی افکارشان پاک شد، قلب هایشان آرام می گرفت.
意誠而後心正
وقتی قلب هایشان آرام یافت، خودشان ترقی می یافتند.
心正而後身修
وقتی خودشان ترقی یافتند، خانواده هایشان نظم می گرفت.
身修而後家齊
وقتی خانواده هایشان نظم می گرفت، کشورشان به درستی اداره می شد.
國治而後天下平
وقتی کشورشان به درستی اداره شد، آنگاه همه جهان آرامش و شادی می یافت.
國治而後天下平
از پسر آسمان - امپراتور چو- گرفته تا دهقانان و رعایا همه باید به کمال رساندن نفس را سرلوحه کارشان قرار دهند.
自天子以至於庶人，壹是皆以修身為本 (...)
متن بالا متنی است که کنفسیوس در مقدمه کتاب نوشته است. سایر فصول کتاب، دربردارنده تفسیر زنگ زی بر کلام کنفسیوس است.